# Вильерс, Джордж, 6-й граф Кларендон

Герб Джорджа Вильерса, 6-го графа Кларендона

Джордж Герберт Хайд Вильерс, 6-й граф Кларендон (англ. George Herbert Hyde Villiers, 6th Earl of Clarendon; 7 июня 1877 — 13 декабря 1955) — британский дворянин и консервативный политик из семьи Вильерсов. Он занимал пост генерал-губернатора Африканского Союза в 1931—1937 годах. Он носил титул учтивости — лорд Хайд с 1877 по 1914 год.

## Предыстория
Родился 7 июня 1877 года в Лондоне. Единственный сын Эдварда Хайда Вильерса, 5-го графа Кларендона (1846—1914), и его жены леди Кэролайн Элизабет Агар (1857—1894), дочери Джеймса Агара, 3-го графа Нормантона. Джордж Уильям Фредерик Вильерс, 4-й граф Кларендон (1800—1870), трижды министр иностранных дел, был его дедом. Он получил образование в Итонском колледже (Виндзор, Беркшир) в 1891—1893 годах.

## Политическая карьера
Лорд Хайд был в ноябре 1902 года назначен дополнительным адъютантом графа Дадли, лорда-лейтенанта Ирландии.
Лорд Кларендон занял свое место на скамье консерваторов в Палате лордов после смерти своего отца в 1914 году. Когда Бонар Лоу стал премьер-министром в 1922 году, он назначил лорда Кларендона капитаном Почетного корпуса джентльменов (главный кнут правительства в Палате лордов), эту должность он также занимал при Стэнли Болдуине до января 1924 года, а затем снова с декабря 1924 по 1925 год. Затем он занимал должность первого заместителя министра по делам доминиона с 1925 по 1927 год. В 1931 году Кларендон был назначен генерал-губернатором Южной Африки, на этой должности он оставался до 1937 года. Во время своего пребывания на посту генерал-губернатора ЮАР он также занимал должность главного скаута ЮАР.
Средняя школа Кларендона для девочек и связанные с ней школы, начальная школа Кларендона и подготовительная школа Кларендона в Ист-Лондоне, Южная Африка, названы в его честь.
Граф Кларендон стал лордом-камергером в 1938 году и служил до смерти короля Георга VI в 1952 году. Он был приведен к присяге в Тайном совете в 1931 году и стал кавалером ордена Подвязки в 1937 году.

## Семья
5 августа 1905 года в Челси (Лондон) лорд Кларендон женился на достопочтенной Аделине Верене Ишбель Кокс (1886 — 6 февраля 1963), младшей дочери Герберта Холдейна Сомерса Кокса (1861—1894) и Бланш Маргарет Стэндиш Клогстоун (? — 1895). У супругов было трое детей:
- Джордж Герберт Артур Эдвард Хайд Вильерс, лорд Хайд (6 мая 1906 — 27 апреля 1935), погиб в результате перестрелки в Южной Африке в 1935 году, оставив сына Джорджа Фредерика Лоуренса и посмертную дочь Розмари[7].
- Леди Нина Джоан Эдит Вирджиния Вильерс (10 декабря 1908 — 28 октября 1971), жена с 1933 года Джорджа Кристофера Ньюмана (1904—1982).
- Уильям Николас Сомерс Лоуренс Хайд Вильерс (17 июля 1916 — 24 февраля 2000), женат с 1939 года на Мэри Сесилии Джорджине Уэлд-Форестер (1917—2002).

Он умер в декабре 1955 года в возрасте 78 лет. Его старший сын Джордж Вильерс, лорд Хайд, погиб в результате перестрелки в 1935 году; графство унаследовал сын Джорджа Лоуренс Вильерс.

## Награды
- Кавалер Большого креста Ордена Святых Михаила и Георгия (2 декабря 1930 года)
- Член Тайного совета Великобритания (1931). Это позволило ему пожизненно носить почетный титул «Достопочтенный» и почтовые именные грамоты
- Кавалер Ордена Подвязки (1937).
- Кавалер Большого креста Королевского Викторианского ордена (8 июня 1939). Он также занимал пост канцлера Ордена с 1938 по 1952 год.
- Бальи Большого креста Ордена Святого Иоанна (18 июня 1940). Он также служил приором Ордена с 1943 по 1946 год.
- 21 октября 1952 года он был награждён Королевской Викторианской цепью Её Величеством Королевой Елизаветой II.
- Заместитель лорда-лейтенанта графства Хартфордшир.